# Јерменска црква у Новом Саду
Јерменска црква у Новом Саду је бивша јерменска, парохијска црква у Новом Саду, посвећена св. Гргуру Просветитељу, која је од свог настанка у првој половини 18. века па све до рушења 1963. године припадала Јерменској источнокатоличкој цркви.

## Историја
Све до краја 17. века, јерменске заједнице на подручју данашње Србије традиционално су припадале миафизитској Јерменској апостолској цркви, чија се најзначајнија парохија на овим просторима налазила у Београду. Међутим, током потоњих аустријско-турских ратова јерменска заједница се суочила са истим невољама које су у то време задесиле и православне Србе, услед чега је дошло до осипања и расељавања, на шта се потом надовезала и кампања преверавања у областима које су потпале под хабзбуршку власт, тако да је знатан део Јермена напустио своју традиционалну веру и прешао у Јерменску источнокатоличку цркву.
Након аустријског пораза у рату са Турцима 1739. године, католици Јермени нису хтели да остану у Београду. Јермени су у Петроварадински Шанац дошли из Београда 1739. године предвођени својим свештеником Јаковом Ерзерумским (тј. из Ерзерума) који је понео богослужбене утвари. Јаков је претходно био калуђер јерменског манастира у Млецима, и у Новом Саду је остао до 1744. године, када се вратио у свој манастир. Док је био у Новом Саду становао је код католичког свештеника, а и службу је вршио у католичкој цркви.
Са Јерменима су дошли у Нови Сад и Грци, Немци, Цинцари и нешто Арнаута. Турци су их позивали да се врате у Београд, нудећи им сигурност и обештећење због губитака током рата. Али ови нису пристали; остали су у Аустрији. У Новом Саду 1741. године било је преко 150 Јермена, али су се неке породице селиле даље, па је крајем 18. века у Новом Саду било између 40 и 100 Јермена. Населили су се у новосадској Главној улици.
Крајем 1743. године они су одлучили да саграде посебан храм, што им је надбискуп Калоче Патачић одобрио. Црква је довршена 1746. године, а око ње је отворено јерменско гробље. Црква је била посвећена светом Григорију Просветитељу. Највећи прилог дао је трговац Јован Ченази. Од 1826. године подигнут је "Јерменски насип", од Јерменске цркве до дунавске обале.
Јермени којима је црква припадала били су католичке вероисповести. Јерменска црква страдала је приликом бомбардовања Новог Сада 12. јуна 1849. године. Две деценије су у центру града стојале њене рушевине. Године 1872. је обновљена, а помоћ од 20.000 ф. је донирала и новосадска добротворка Марија Трандафил. Обнова је урађена по плану архитекте Георга Молнара. Унутрашњост храма је довршена тек 1891. године. Подигли су Јермени 1910. године и велику зграду Јерменске црквене општине, у којој је после била Новосадска банка. Крајем 19. века у Новом Саду је било само 6 Јермена, а крајем 1939. само један. Јерменски свештеник новосадски био је Симон Антониан.
Године 1948. умро је њен последњи верник - стара Јерменка. Црква је од тада била закључана. Јерменска црква је срушена приликом проширења Булевара Маршала Тита (данашњи Булевар Михајла Пупина) 1963. Данас на њеном месту стоји обележје (хачкар) које је израђено од камена вулканског порекла, из Јерменије.